# Aek Korsik (Aek Ledong)
Aek Korsik is een bestuurslaag in het regentschap Asahan van de provincie Noord-Sumatra, Indonesië. Aek Korsik telt 4279 inwoners (volkstelling 2010).